# Notanisus sylvaticus
Notanisus sylvaticus är en stekelart som först beskrevs av Jean Risbec 1952.  Notanisus sylvaticus ingår i släktet Notanisus och familjen puppglanssteklar. Inga underarter finns listade i Catalogue of Life.